# Kutara lui
Kutara lui är en insektsart som beskrevs av Zhang och Chen. Kutara lui ingår i släktet Kutara och familjen dvärgstritar. Inga underarter finns listade i Catalogue of Life.